# 高鍋駅
高鍋駅（たかなべえき）は、宮崎県児湯郡高鍋町大字蚊口浦にある、九州旅客鉄道（JR九州）日豊本線の駅である。事務管コードは▲920565。

## 歴史
- 1920年（大正9年）9月11日：鉄道省が開設[1][4]。
- 1945年（昭和20年）7月16日：空襲により駅本屋構内被災全焼し小丸川橋梁落橋（7月27日橋梁復旧）。
- 1947年（昭和22年）：駅舎改築[1]。
- 1973年（昭和48年）5月10日：昭和天皇が第24回全国植樹祭出席のために来県。高鍋駅発、串間駅着のお召し列車が運転される[5]。
- 1985年（昭和60年）3月14日：貨物及び荷物扱い廃止[4]。
- 1987年（昭和62年）4月1日：国鉄分割民営化により、JR九州の駅となる[4]。
- 1996年（平成8年）6月1日：宮崎総合鉄道事業部発足により、大分支社から鹿児島支社に移管。
- 2022年（令和4年）4月1日：宮崎支社発足により、鹿児島支社から同支社へ移管[6]。
- 2023年（令和5年）10月1日：JR九州サービスサポートによる業務委託駅から[7]、九州旅客鉄道本体による直営駅へと変更[8]。

## 駅構造
島式ホーム1面2線を有する地上駅で、跨線橋を備える。1947年に建てられた木造駅舎を有する。ホームには『彗星』や『富士』の号車表示が残る。以前は近くの酒造会社（宝酒造）への引き込み線が存在した。
JR九州本体による直営駅であり、みどりの窓口が設置されている。

### のりば
| のりば | 路線      | 方向 | 行先                     |
| ------ | --------- | ---- | ------------------------ |
| 1      | ■日豊本線 | 上り | 延岡・大分方面           |
| 1      | ■日豊本線 | 上り | 宮崎・宮崎空港・都城方面 |
| 2      | ■日豊本線 | 下り |                          |

付記事項
- 高鍋町の中心駅で全列車が停車する。なお、当駅は両方向への発着に対応している。
- 早朝・夜間に普通列車の一部が当駅で宮崎方面に折返す。

## 利用状況
2023年（令和5年）度の1日平均乗車人員は774人である。
近年の1日平均乗車人員の推移は以下の通り。
| 年度   | 1日平均 乗車人員 | 出典   |
| ------ | ---------------- | ------ |
| 1996年 | 1,041            | -      |
| 1997年 | 1,041            | -      |
| 1998年 | 1,021            | -      |
| 1999年 | 1,043            | -      |
| 2000年 | 1,033            | -      |
| 2001年 | 974              | -      |
| 2002年 | 909              | -      |
| 2003年 | 889              | -      |
| 2004年 | 926              | -      |
| 2005年 | 954              | -      |
| 2006年 | 936              | -      |
| 2007年 | 921              | -      |
| 2008年 | 896              | -      |
| 2009年 | 868              | -      |
| 2010年 | 842              | -      |
| 2011年 | 857              | -      |
| 2012年 | 866              | -      |
| 2013年 | 909              | -      |
| 2014年 | 860              | -      |
| 2015年 | 844              | -      |
| 2016年 | 799              | [ 10 ] |
| 2017年 | 792              | [ 11 ] |
| 2018年 | 811              | [ 12 ] |
| 2019年 | 789              | [ 13 ] |
| 2020年 | 679              | [ 14 ] |
| 2021年 | 712              | [ 15 ] |
| 2022年 | 734              | [ 16 ] |
| 2023年 | 774              | [ 9 ]  |

## 駅周辺
町域東端部の海岸近くに位置する。町の中心市街地には町役場・舞鶴公園・高鍋町美術館・高鍋町歴史総合資料館・宮崎県立高鍋農業高等学校等の施設が位置しているが当駅からは約2 km離れており、当駅と中心市街地を結ぶ道路として宮崎県道311号高鍋停車場線が西側に延びている。駅構内に宮崎交通の「高鍋駅」バス停があるが本数は少ない。
- 小丸川 - 当駅の北側に河口があり、日豊本線は河口の近くを橋梁で越える。小丸川橋梁は撮影名所として有名。
- 蚊口浜
- 高鍋古墳
- 南九州化学工業
- 高鍋駅前郵便局
- 高鍋保健所
- 高鍋年金事務所
- 高鍋信用金庫 本店
- 高鍋町美術館
- 宮崎県立高鍋高等学校 - 当駅から1 km以上離れている国道10号の西側。

## バス路線
宮崎交通
- 高鍋駅
  - 高鍋バスセンター行
  - 一丁田経由 西都バスセンター行
  - 茶臼原経由 西都バスセンター行

- 高鍋駅前
  - 高鍋バスセンター行
  - 宮交シティ行
  - 県立看護大学行
  - 大学病院・宮崎大学行
  - 三納代経由 西都バスセンター行

広域的コミュニティバス
- 高鍋駅
  - 坂本・川南町役場前・都農・道の駅つの・町立病院行
  - ⾼鍋バスセンター経由 海老原総合病院行

- 高鍋駅前
  - 坂本・川南町役場前・都農・道の駅つの・町立病院行
  - ⾼鍋バスセンター経由 海老原総合病院行

## 隣の駅
九州旅客鉄道（JR九州）
■日豊本線
- 特急「にちりん」「にちりんシーガイア」「ひゅうが」停車駅

川南駅 - 高鍋駅 - 日向新富駅